# Огнев'юк Олексій Антонович
Олексі́й Анто́нович Огнев'ю́к (1918—2008) — радянський військовик, учасник Другої світової війни, педагог, почесний громадянин Бердичева.

## Життєпис
Народився в місті Бердичів. Брав участь у боях німецько-радянської війни.
По закінченні війни працював у Бердичеві інструктором міського комітету КПУ, завідувачем відділу культури виконкому Бердичівської міської ради, секретарем виконкому Бердичівської міської ради.
У 1964—1969 та 1975—1993 роках очолював бердичівську середню школу № 2. За його керівництва школа стала одним з найкращих міських навчальних закладів.
Похований на міському кладовищі в секторі почесних поховань.

### Нагороди та вшанування
- почесний громадянин Бердичева (1993)
- орден Червоної Зірки
- орден Вітчизняної війни 2-го ступеня
- орден «За мужність» 3-го ступеня
- більш ніж 20 медалей
- Почесна грамота Президії Верховної Ради УРСР.